# Играчът на билярд
„Играчът на билярд“, известен също и като „Мошеникът“ (на английски: The Hustler) е американски драматичен филм, излязъл по екраните през 1961 година, режисиран от Робърт Росън с участието на Пол Нюман, Пайпър Лори, Джордж Скот и Джаки Глийсън в главните роли. Сценарият, написан от режисьора Росен в сътрудничество със Сидни Карол, е адаптация по едноименния роман на Уолтър Тевис. Авторитетното списание Empire включва филма в списъка си „500 най-велики филма за всички времена“.

## Сюжет
Бързият Еди Фелсън (Нюман) е дребен мошеник и хазартен тип, който обикаля залите за билярд в търсене на наивници, които да изиграе. Посредникът Бърт Гордън (Скот) забелязва, че в този младеж има хляб и се опитва да го обучи, така че двамата да хванат големите печалби. Желанието на Фелсън обаче е да се изправи срещу легендарния играч на билярд Дебелия Минесота (Глийсън).

## В ролите
| Актьор            | Роля                    |
| ----------------- | ----------------------- |
| Пол Нюман         | бързият Еди Фелсън      |
| Пайпър Лори       | Сара Пакърд             |
| Джордж Скот       | Бърт Гордън             |
| Джаки Глийсън     | Дебелият Минесота       |
| Майрън Маккормик  | Чарли                   |
| Мъри Хамилтън     | Файндли                 |
| Щефан Гийраш      | проповедник             |
| Майкъл Константин | Големият Джон           |
| Клифърд А. Пелоу  | турчина                 |
| Джейк Ламота      | барман                  |
| Гордън Б. Кларк   | касиер                  |
| Александър Роуз   | отбелязващият резултата |

## Награди и номинации
„Мошеникът“ е сред основните заглавия на 34-тата церемония по връчване на наградите „Оскар“, където е номиниран за отличието в цели 9 категории, включително за най-добър филм, печелейки 2 статуетки, в това число за най-добра кинематография (операторско майсторство) за Ойген Шюфтан. За изпълнението си в ролята на бързия Еди, Пол Нюман е удостоен с приза за най-добър чуждестранен актьор на наградите БАФТА.
Филмът е поставен от Американския филмов институт в някои категории както следва:
- АФИ 10-те топ 10 – #6 Спорт

- През 1997 година, филмът е избран като културно наследство за опазване в Националния филмов регистър към Библиотеката на Конгреса на САЩ. [5]